# Women's Franchise League of Indiana

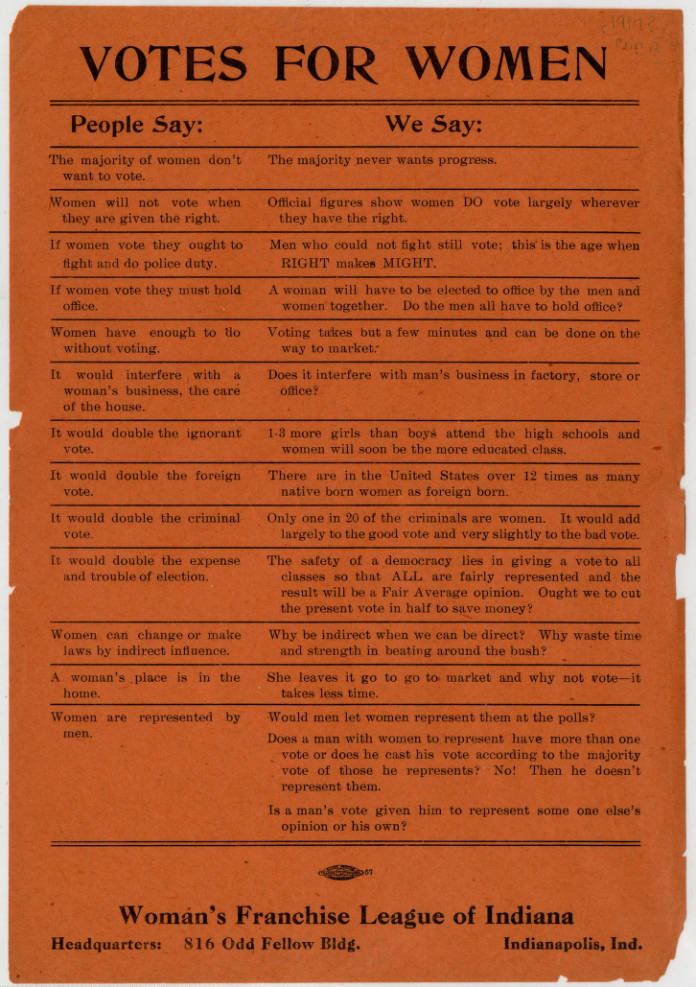
Indiana Suffragist Broadside circa 1910s

Women's Franchise League of Indiana var en organisation för kvinnors lika rättigheter i delstaten Indiana i USA, verksam mellan 1911 och 1920. 
Det var delstatens lokalförening för den nationella rösträttsföreningen National American Woman Suffrage Association (NAWSA). Syftet var att verka för införandet av rösträtt för kvinnor. 